# هو جینچیو
هو جینچیو (انگلیسی: Hu Jinqiu؛ زادهٔ ۲۴ سپتامبر ۱۹۹۷) بازیکن بسکتبال ۳ نفره اهل چین است.
وی در مسابقات کشوری و بین‌المللی در مجموع برندهٔ ۱ مدال طلا، ۱ مدال برنز شده‌است.